# Keene Thompson
Keene Thompson (Minneapolis, 15 novembre 1885 – Hollywood, 11 luglio 1937) è stato uno sceneggiatore statunitense.
Nella sua carriera, durata dal 1920 al 1937 (l'anno della sua morte), collaborò spesso con registi di rilievo come Victor Fleming, Gregory La Cava, Irving Cummings, Walter Lang, Leo McCarey, Lewis Milestone, Raoul Walsh.

## Filmografia
- Why Cooks Go Cuckoo, regia di James H. Clemens - cortometraggio (1920)
- The Inferior Sex, regia di Joseph Henabery (1920)
- Danger Ahead
- Let's Go, regia di William K. Howard (1923)
- Prepared to Die, regia di William Hughes Curran (1923)
- Cornfed, regia di Gilbert Pratt (Gil Pratt) (1924)
- Border Women, regia di Alan James (come Alvin J. Neitz) (1924)
- The Night Club, regia di Paul Iribe, Frank Urson (1925)
- Il figlio di papà (A Regular Fellow), regia di A. Edward Sutherland (1925)
- Going Crooked, regia di George Melford (1926)
- Wedding Bill$, regia di Erle C. Kenton (1927)
- The Rough Riders, regia di Victor Fleming (1927)
- Now We're in the Air, regia di Frank R. Strayer (1927)
- Tastatemi il polso (Feel My Pulse), regia di Gregory La Cava (1928)
- Il romanzo di Tillie (Tillie's Punctured Romance), regia di A. Edward Sutherland
- Don Giovanni innamorato (His Private Life), regia di Frank Tuttle (1928)
- Someone to Love, regia di F. Richard Jones (1928)
- La canzone dei lupi (The Wolf Song), regia di Victor Fleming (1929)
- Acquitted, regia di Frank R. Strayer (1929)
- L'uomo della Virginia (The Virginian), regia di Victor Fleming (1929)
- Only the Brave, regia di Frank Tuttle (1930)
- True to the Navy, regia di Frank Tuttle (1930)
- Love Among the Millionaires, regia di Frank Tuttle (1930)
- L'ultima carovana (Fighting Caravans), regia di Otto Brower e David Burton (1931)
- Luna di giugno (June Moon), regia di A. Edward Sutherland (1931)
- The Sin Ship, regia di Louis Wolheim (1931)
- Caught, regia di Edward Sloman (1931)
- Il re dei chiromanti (Palmy Days), regia di A. Edward Sutherland (1931)
- Tempeste sull'Asia (War Correspondent), regia di Paul Sloane (1932)
- The Last Man, regia di Howard Higgin (1932)
- Man Against Woman, regia di Irving Cummings (1932)
- No More Orchids, regia di Walter Lang (1932)
- Air Hostess, regia di Albert S. Rogell (1933)
- The Cheyenne Kid, regia di Robert F. Hill (1933)
- Mama Loves Papa, regia di Norman Z. McLeod (1933)
- I sei mattacchioni (Six of a Kind), regia di Leo McCarey (1934)
- Many Happy Returns, regia di Norman Z. McLeod (1934)
- Springtime for Henry, regia di Frank Tuttle (1934)
- Love in Bloom, regia di Elliott Nugent (1935)
- Una notte al castello (Paris in Spring), regia di Lewis Milestone (1935)
- Abbasso le bionde (Redheads on Parade), regia di Norman Z. McLeod (1935)
- Wives Never Know, regia di Elliott Nugent (1936)
- Artisti e modelle (Artists & Models), regia di Raoul Walsh (1937)
- Mama Loves Papa, regia di Frank R. Strayer (1945)